# ヤマアゼスゲ
ヤマアゼスゲ Carex heterolepis Bunge はカヤツリグサ科スゲ属の植物の1つ。アゼスゲに似たもので草にざらつきが強く、また果胞の口が2つに割れるなどの違いがある。

## 特徴
多年生の草本。大きな株を作るが、地下には横に走る根茎も発達させる。草丈は花茎が高さ30～70cmに達する。葉は葉幅が4～6mmで、表面はやや粉を吹いたようになっており、縁はざらつく。基部の鞘は黄褐色をしており、糸網を生じる。基部の鞘は硬く、その一部に葉身の無いものがある。
花期は5～6月。花茎の上部は強いざらつきがある。花序の形は頂小穂が雄性、側小穂は雌性。小穂は全体で3～7個生じる。小穂の基部から出る苞は葉身部が葉状から針状となっている。頂生の雄小穂は線柱形で長さ2～5cm。雄花鱗片は濃紫紅色をしており、先端は鈍く尖るか小さな突起になって突き出す。側生の雌小穂は円柱形で長さ2～7cm、雌花は15～45列になっている。雌小穂の多くには柄がない。雌花鱗片は果胞とほぼ同じ長さかやや短く、紫褐色をしており、先端は鈍く尖るか小さな突起になって突き出る。果胞は扁平で長さ2.5～3mm、毛はなく、稜の間に脈はなく、その上部では表面に乳頭状突起がある。先端部は短い嘴になり、その先端の口部は小さく2つに裂ける。痩果は倒卵形で断面はレンズ状、長さ2.3mm、柱頭は2つに裂ける。
和名は山畦菅の意であり、アゼスゲより山地に生えるためである。

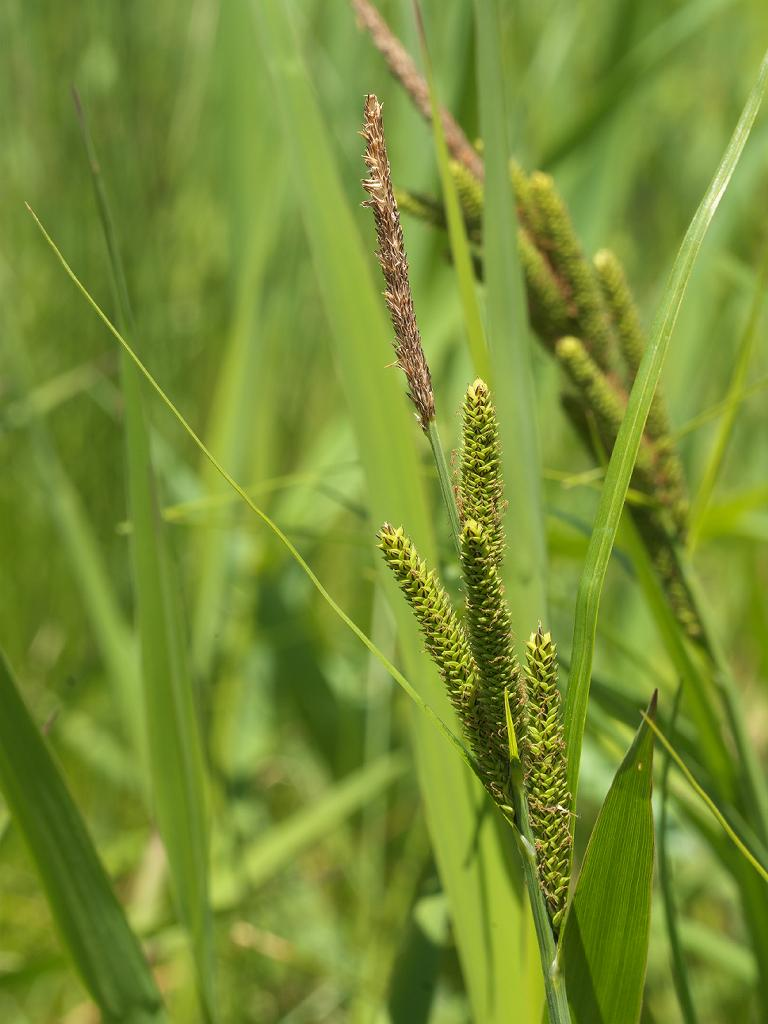
花序
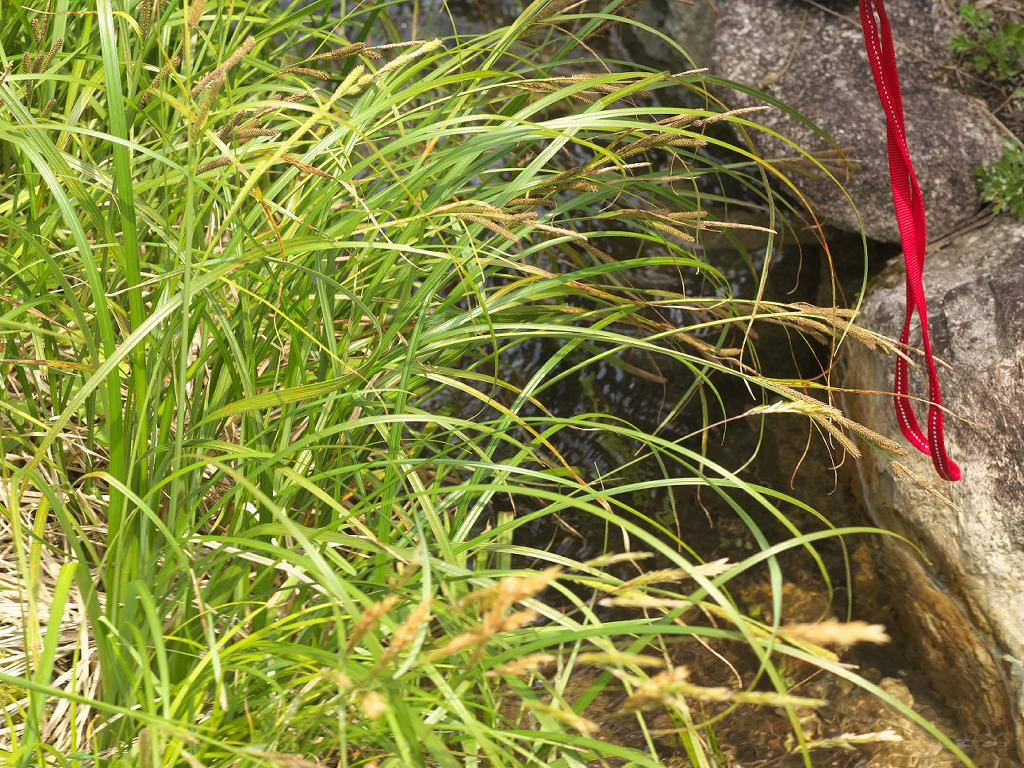
水路脇に生育している様子
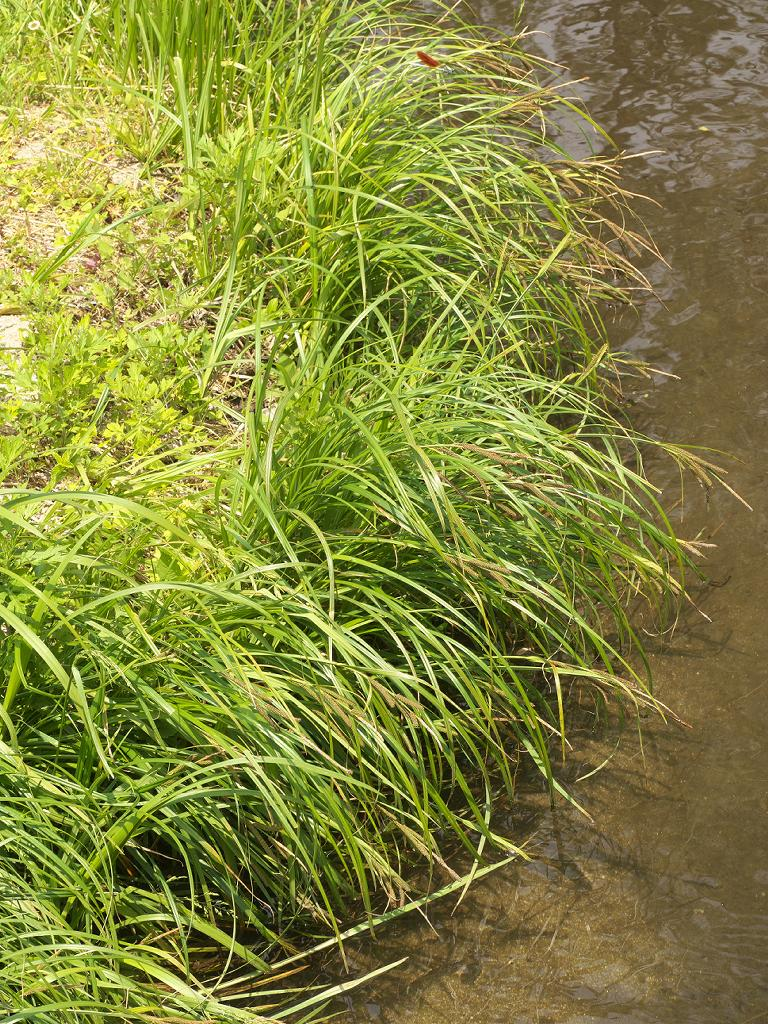
渓流沿いの群落

## 分布と生育環境
日本では北海道西南部、本州、四国、九州に分布し、国外では朝鮮半島、中国から知られる。
谷間の水辺などに生える。平地から山地の畦畔の水辺に生える。

## 分類、類似種など
本種は頂小穂が雄性、側小穂が雌性、苞に鞘がなく、果胞は無毛、柱頭が2つに裂けるなどといった特徴から勝山(2015)ではこれをアゼスゲ節 Sect. Phacocysts に含めている。この節には日本に26種ほどが知られ、中でも雌花鱗片が黒っぽく染まるものはアゼスゲ C. thunbergii を中心として皆よく似ている。
その中で本種は果胞の口部が2つに裂けることで区別できる。それ以外の種では口部は切り落とされたようになっているものが多い。本種のように口部が2つに裂けるものにはサドスゲ C. sadoensis やタニガワスゲ C. foeficula があるが、サドスゲは柱頭が宿在して雌小穂の表面を覆うようになり、雄小穂と共に真っ黒っぽく見えることで、タニガワスゲは匍匐枝がなく、また果胞の先端部がはっきりした嘴になることで区別できる。それ以外のものではよく見られるのがアゼスゲがあるが、上記の特徴の他にこの種は葉や花茎にざらつきがなく、本種では強くざらつくのも判別点となる。

## 保護の状況
環境省のレッドデータブックでは指定がないが、都府県別では秋田県と山形県、千葉県、徳島県、愛媛県で絶滅危惧Ｉ類、東京都と三重県で絶滅危惧II類、埼玉県、石川県、京都府、鹿児島県で準絶滅危惧の指定があり、他に静岡県で要注目種の指定がされている。京都府では元々産地が少なかったこと、渓流や林道の改修などで影響を受けやすいことに合わせて『見かけが目立たないため稀少種と気づかれぬまま』に犠牲となる可能性に言及している。